# Fred Kean
Frederick William Kean (Sheffield, 10 dicembre 1898 – Sheffield, 28 ottobre 1973) è stato un calciatore inglese, di ruolo difensore.

## Carriera

### Club
Ha trascorso l'intera carriera nel campionato inglese.

### Nazionale
Conta 9 presenze e una rete con la maglia della Nazionale.